# Experimental dub
L'experimental dub è un sottogenere del dub che incorpora elementi elettronici e sperimentali.

## Storia
A migliaia di chilometri dalla Giamaica, una schiera di produttori di Berlino diedero vita allo stile di musica conosciuto come Experimental Dub. Il merito del suo sviluppo va attribuito alla Hard Wax Records, una catena di negozi di dischi e compagnia di distribuzione, che fu il riferimento per diverse etichette discografiche fondamentali per lo sviluppo del genere (Basic Channel, Chain Reaction, Imbalance) e per svariati produttori (Maurizio, Mark Ernestus, Porter Ricks, Pole, Monolake). Ispirati alle scene acid house di Chicago e techno minimal di Detroit di artisti come Jeff Mills, Rob Hood, e Plastikman, l'experimental dub era un genere abbastanza definito; il sound si concentrava spesso su un mix di atmosfere scoppiettanti e oscure che suonavano quasi sott'acquatiche, con un ritmo in midtempo e forti percussioni echeggianti. Le similitudini con i classici produttori dub giamaicani come King Tubby e Lee "Scratch" Perry erano per la maggior parte indirette, tuttavia il termine servì ad identificare le sonorità tipiche di molti dei migliori produttori sperimentali tedeschi. Oltre alla Basic Channel, tra le più importanti figure dell'experimental dub figura Mike Ink (Wolfgang Voigt) e Thomas Brinkmann. Ink, da tempo produttore di Berlino fu responsabile di più di mezza dozzina di pseudonimi ed etichette, svolse molte importanti collaborazioni con le etichette di Profan e Studio 1. Brinkmann, in confronto un produttore emergente, ottenne molti consensi grazie ai suoi remix di Ink e Plastikman. L'experimental dub, in seguito, ispirò molti personaggi della scena techno (tra cui Plastikman e Mills) dai tardi anni novanta, e la sua influenza può essere notata anche nelle scene indie rock e post-rock americane.